# 1941年鐵路
此條目列出1941年發生有關鐵路運輸的事件。

## 事件

### 5月
- 5月4日：波特蘭有軌電車停運[1]。
- 5月15日：紐約地鐵IRT代里大道線以IRT路線通車。
- 5月18日：倫敦地鐵北線延長至磨坊山東站。

### 6月
- 6月20日：高雄車站啟用，同日舊高雄車站改名高雄港車站。

### 7月
- 7月11日：西班牙國鐵成立[2]。

### 9月
- 9月1日：帝都高速度交通營團成立，東京地下鐵道和東京高速鐵道（日语：東京高速鉄道）併入營團。

### 12月
- 12月15日：溪州線延長至枋寮車站，並改名屏東線。